# HD 222805
HD 222805，又名CP-71 2771，SAO 258178、HR 8994，是一颗恒星，视星等为6.07，位于銀經310.84，銀緯-45.59，其B1900.0坐标为赤經23h 38m 42.3s，赤緯-71° -45.59′ 49″。